# Östra Husby socken
Östra Husby socken i Östergötland ingick i Östkinds härad, ingår sedan 1974 i Norrköpings kommun och motsvarar från 2016 Östra Husby distrikt.
Socknens areal är 70,86 kvadratkilometer, varav 70,85 land. År 2000 fanns här 1 461 invånare. Tätorten Östra Husby med sockenkyrkan Östra Husby kyrka ligger i socknen. 

## Administrativ historik
Östra Husby socken har medeltida ursprung. 1615 utbröts Kvarsebo socken.
Vid kommunreformen 1862 övergick socknens ansvar för de kyrkliga frågorna till Östra Husby församling och för de borgerliga frågorna till Östra Husby landskommun. Landskommunen inkorporerades 1952 i Östra Vikbolandets landskommun som uppgick 1967 i Vikbolandets landskommun och ingår sedan 1974 i Norrköpings kommun. Församlingen utökades 2010.
1 januari 2016 inrättades distriktet Östra Husby, med samma omfattning som församlingen hade 1999/2000.  
Socknen har tillhört samma fögderier och domsagor som Östkinds härad. De indelta soldaterna tillhörde   Andra livgrenadjärregementet, Liv-kompaniet. De indelta båtsmännen tillhörde Östergötlands båtsmanskompani.

## Geografi
Östra Husby socken ligger på norra delen av Vikbolandet utmed Bråviken. Socknen består av bördig slättmark som omges av skogsbygd.

## Fornlämningar
I socknen finns omkring 2 300 fornminnen bevarade vilket är mer än någon annan socken i Östergötland. Kända från socknen är flera gravrösen och skärvstenhögar från bronsåldern samt omkring 80 gravfält, sex kilometer av stensträngar och fem fornborgar från järnåldern. Fyra runristningar är kända. Vid Stensö, nära Bråvikens strand, finns lämningar efter en kastal från 1100-1200-talet.

## Namnet
Namnet (1278 Husaby) kommer från den gamla kungsgården. Tillägget östra började användas redan under medeltiden.

## Bildgalleri

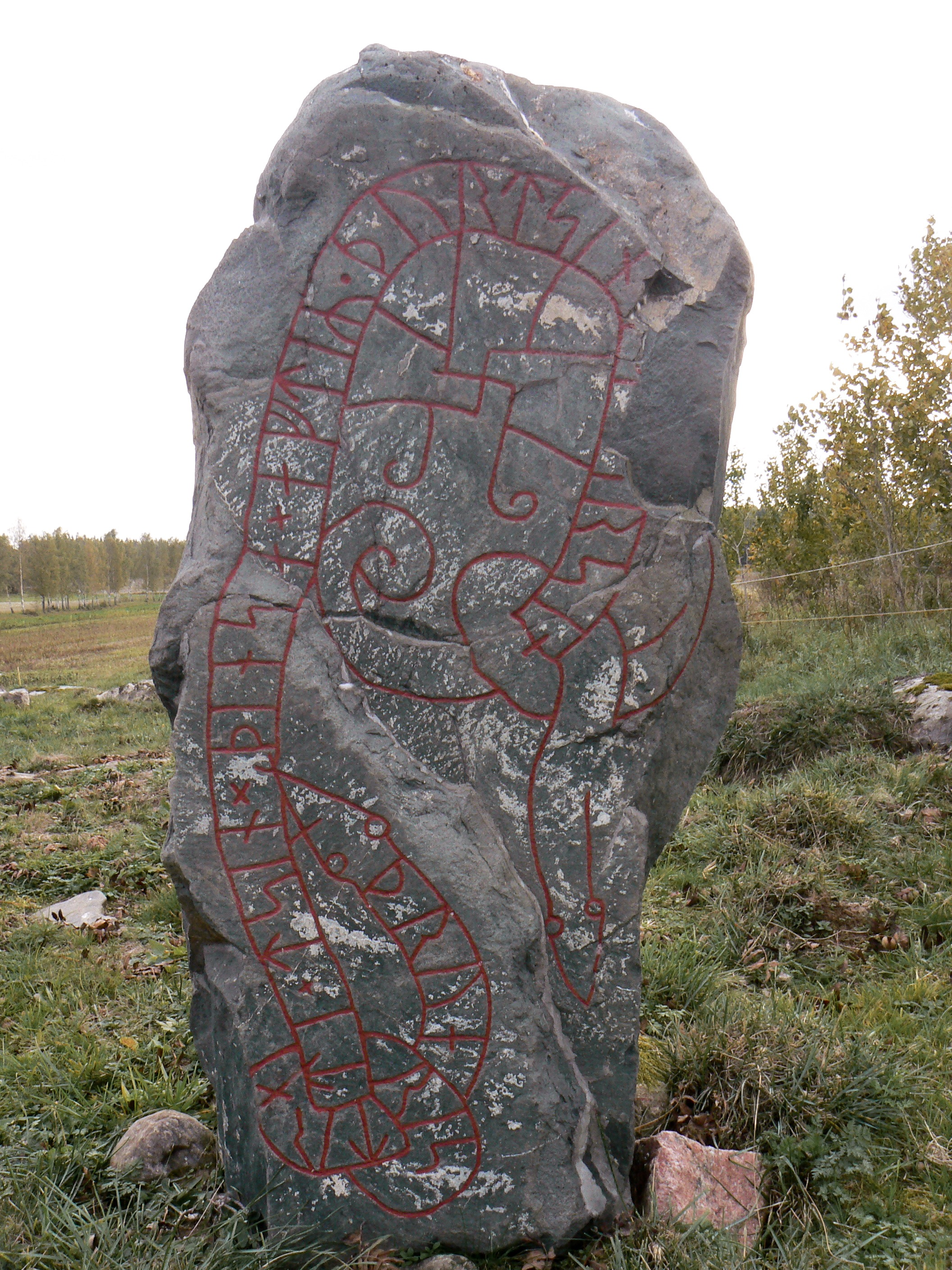
Östergötlands runinskrifter 225
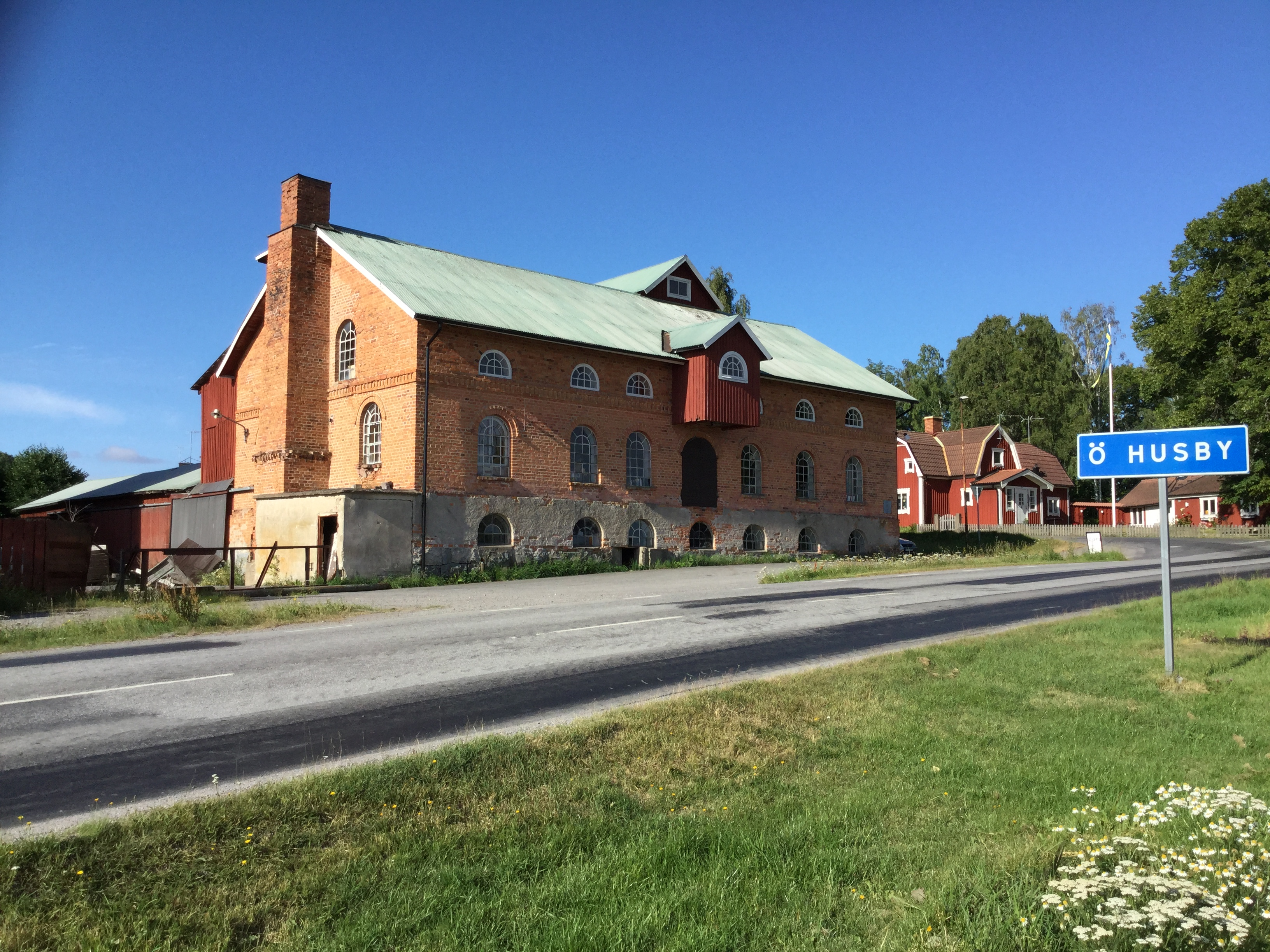
Östra Husby kvarn

### Fotnoter
1. 1 2  Svensk Uppslagsbok andra upplagan 1947–1955: Östra+Husby socken
2. 1 2  Harlén, Hans; Harlén Eivy (2003). Sverige från A till Ö: geografisk-historisk uppslagsbok. Stockholm: Kommentus. Libris 9337075. ISBN 91-7345-139-8
3. ↑  ”Församlingar”. Statistiska centralbyrån. https://www.scb.se/hitta-statistik/regional-statistik-och-kartor/regionala-indelningar/forsamlingar/. Läst 30 december 2022.
4. ↑  Administrativ historik för Östra_Husby socken (Klicka på församlingsposten). Källa: Nationella arkivdatabasen, Riksarkivet.
5. ↑  Om Östergötlands båtsmanskompani
6. ↑  ”Karta över västra Östkinds härad från 1868”. Arkiverad från originalet den 13 april 2018. https://web.archive.org/web/20180413105804/https://kartavdelningen.sub.su.se/images/Ek/E/E-OstkindBjorkekind-v/openlayers.html. Läst 13 april 2018.
7. ↑  ”Karta över östra Östkinds härad från 1868”. Arkiverad från originalet den 13 april 2018. https://web.archive.org/web/20180413110044/https://kartavdelningen.sub.su.se/images/Ek/E/E-OstkindBjorkekind-o/openlayers.html. Läst 13 april 2018.
8. 1 2  Sjögren, Otto (1931). Sverige geografisk beskrivning del 2 Östergötlands, Jönköpings, Kronobergs, Kalmar och Gotlands län. Stockholm: Wahlström & Widstrand. Libris 9939
9. 1 2  Nationalencyklopedin
10. ↑  Fornlämningar, Statens historiska museum: Östra Husby socken
11. ↑  Fornminnesregistret, Riksantikvarieämbetet: Östra Husby socken Fornminnen i socknen erhålls på kartan genom att skriva in sockennamn (utan "socken") i "Ange geografiskt område"
12. ↑  Mats Wahlberg, red (2003). Svenskt ortnamnslexikon. Uppsala: Institutet för språk och folkminnen. Libris 8998039. ISBN 91-7229-020-X. https://isof.diva-portal.org/smash/get/diva2:1175717/FULLTEXT02.pdf